# Stefan Kopp
Stefan Kopp (* 5. März 1985 in Wolfsberg) ist ein österreichischer römisch-katholischer Priester, Theologe, Professor für Liturgiewissenschaft an der Ludwig-Maximilians-Universität München und Direktor des Herzoglichen Georgianums.

## Leben
Nach der Matura am Stiftsgymnasium der Benediktiner in St. Paul im Lavanttal studierte Kopp bis 2007 Katholische Theologie, Religionspädagogik und Kunstgeschichte an der Karl-Franzens-Universität Graz. 2009 wurde er in Graz mit einer Arbeit über den liturgischen Raum in der westlichen Tradition zum Doktor der Theologie promoviert. Von 2007 bis 2012 war er als Religionslehrer an der HTL Wolfsberg tätig, dozierte gleichzeitig in Graz sowie in Klagenfurt Liturgik und wurde 2009 für seine Heimatdiözese Gurk zum Diakon, 2010 zum Priester geweiht. Von 2010 bis 2012 wirkte er als Kaplan in Wolfsberg. Danach war Kopp als Akademischer Rat an der Ludwig-Maximilians-Universität München bei Winfried Haunerland beschäftigt und habilitierte sich dort mit einer Arbeit über volkssprachliche Modellanreden in neuzeitlichen Diözesanritualien des deutschen Sprachgebietes für das Fach Liturgiewissenschaft.
Unmittelbar im Anschluss an seine Habilitation in München erhielt er 2015 einen Ruf auf den Lehrstuhl für Liturgiewissenschaft an der Theologischen Fakultät Paderborn und war dort von 2017 bis 2022 Mitglied der Fakultätsleitung – bis 2019 als Prorektor, bis 2022 als Rektor.
Seit 2022 hat Stefan Kopp den Lehrstuhl für Liturgiewissenschaft an der Katholisch-Theologischen Fakultät der Ludwig-Maximilians-Universität München inne und ist Direktor des Herzoglichen Georgianums.

## Schriften (Auswahl)
- Der liturgische Raum in der westlichen Tradition. Fragen und Standpunkte am Beginn des 21. Jahrhunderts (Ästhetik – Theologie – Liturgik 54), Wien – Münster 2011.
- Volkssprachliche Verkündigung. Die Modellanreden in den Diözesanritualien des deutschen Sprachgebietes (StPaLi 42), Regensburg 2016.
- Mit Wolfgang Thönissen Herausgeber von: Mehr als friedvoll getrennt? Ökumene nach 2017 (ThIDia 21), Freiburg i. Br. 2017.
- Herausgeber von: Kunst. Schatz. Ein Buch über und für den Lavanttaler Künstler Gotthard Schatz, St. Stefan im Lavanttal 2017.
- Mit Norbert Börste Herausgeber von: 1000 Jahre Bartholomäuskapelle in Paderborn. Geschichte – Liturgie – Denkmalpflege, Petersberg 2018.
- Herausgeber von: Gott begegnen an heiligen Orten (ThIDia 23), Freiburg i. Br. 2018.
- Mit Joachim Werz Herausgeber von: Gebaute Ökumene. Botschaft und Auftrag für das 21. Jahrhundert? (ThIDia 24), Freiburg i. Br. 2018.
- Mit Joachim Werz Herausgeber von: „Zeichen und Symbol überirdischer Wirklichkeiten“. Liturgische Orte und ihre künstlerische Gestaltung [FS Friedrich Koller], Regensburg 2019.
- Herausgeber von: Von Zukunftsbildern und Reformplänen. Kirchliches Change Management zwischen Anspruch und Wirklichkeit (Kirche in Zeiten der Veränderung 1), Freiburg i. Br. 2020.
- Herausgeber von: Kirche im Wandel. Ekklesiale Identität und Reform (QD 306), Freiburg i. Br. 2020.
- Herausgeber von: Macht und Ohnmacht in der Kirche. Wege aus der Krise (Kirche in Zeiten der Veränderung 2), Freiburg i. Br. 2020.
- Mit Marius Schwemmer und Joachim Werz Herausgeber von: Mehr als nur eine Dienerin der Liturgie. Zur Aufgabe der Kirchenmusik heute (Kirche in Zeiten der Veränderung 4), Freiburg i. Br. 2020.
- Mit Norbert Börste und Jonas Miserre Herausgeber von: Die Paderborner Kathedrale als Kirchen-, Kunst- und Lebensraum im europäischen Kontext, Paderborn 2020.
- Mit Benjamin Krysmann Herausgeber von: Online zu Gott?! Liturgische Ausdrucksformen und Erfahrungen im Medienzeitalter (Kirche in Zeiten der Veränderung 5), Freiburg i. Br. 2020.
- Mit Benedikt Kranemann Herausgeber von: Gottesdienst und Kirchenbilder. Theologische Neuakzentuierungen (QD 313), Freiburg i. Br. 2021.
- Mit Jürgen Bärsch und Christian Rentsch Herausgeber von: Ecclesia de Liturgia. Zur Bedeutung des Gottesdienstes für Kirche und Gesellschaft [FS Winfried Haunerland], Regensburg 2021.
- Mit Stephan Wahle Herausgeber von: Nicht wie Außenstehende und stumme Zuschauer. Liturgie – Identität – Partizipation (Kirche in Zeiten der Veränderung 7), Freiburg i. Br. 2021.
- Mit Tilman G. Moritz und Nicole Priesching Herausgeber von: Katholische Konfessionalisierung in Paderborn? Religiöse Prozesse in der Frühen Neuzeit, Münster 2021.
- Mit Albert Gerhards Herausgeber von: Von der Simultankirche zum ökumenischen Kirchenzentrum. Sakralbauten im Spannungsfeld christlicher Konfessionen (Kirche in Zeiten der Veränderung 10), Freiburg i. Br. 2021.
- Mit Barbara Brunnert und Winfried Haunerland Herausgeber von: Der Vielfalt Raum geben. Zum ambivalenten Potenzial einer differenzsensiblen Kirche (Kirche in Zeiten der Veränderung 14), Freiburg i. Br. 2022.
- Mit Norbert Börste und Martin Fischer Herausgeber von: In der Herzkammer des Erzbistums. Die Paderborner Domkrypta in Geschichte und Gegenwart, Paderborn 2023.
- Mit Jürgen Bärsch Herausgeber von: Die Kathedrale im Kontext der mittelalterlichen Stadt. Liturgie und ihre sakraltopographischen Bezüge (LQF 116), Münster 2023.
- Mit Herbert Haslinger Herausgeber von: Ist der Kirche noch zu helfen? Anamnesen – Diagnosen – Therapien (Kirche in Zeiten der Veränderung 18), Freiburg i. Br. 2023.